# Age of Conan: Unchained
Age of Conan: Unchained (anterior cunoscut ca Age of Conan: Hyborian Adventures) este un joc video de tip MMORPG, dezvoltat de compania norvegiană Funcom și publicat de Eidos Interactive pentru Microsoft Windows.
La 22 februarie 2013, jocul a fost lansat free-to-play pe Steam.

## Prezentare
Totul se desfășoară în viteză: te deplasezi rapid din tabără în tabără sau dintr-o cameră în alta, crăpând capetele dușmanilor și pastrându-ți aliații în viață, fără să trebuiască să te opresti tot timpul și să urmărești cum se încarca o vrajă. Multe din caracteristicile unui MMORPG, majoritatea preluate de la „World of Warcraft”, sunt implementate și în „Age of Conan”. Animale de călărie, serviciul de călatorie rapid, casă de licitații, bancă, NPC care-ți dau misiuni de îndeplinit, căsuțe poștale, jurnale, posibilitatea de a scrie scurtătura unui item în chat (to link an item – cunoscatorii știu), hărti, etc.